# Marcus Forss
Marcus Forss (ur. 18 czerwca 1999 w Turku) – fiński piłkarz, występujący na pozycji napastnika w angielskim klubie Middlesbrough oraz w reprezentacji Finlandii. Uczestnik Mistrzostw Europy 2020.
Wychowanek West Bromwich Albion, w trakcie swojej kariery grał także w AFC Wimbledon, Hull City czy Brentford.